# Liste der Census Divisions in Alberta

Überblick über die 19 census divisions in Alberta (#4801 im Südosten und #4819 in Nordwesten)

Die kanadische Provinz Alberta ist durch Statistics Canada in 19 Census Divisions (Volkszählungseinheiten) eingeteilt und gehört innerhalb der Klassifikationsstruktur zur Region Prairies. Sie sind von 1 bis 19 nummeriert und besitzen keine offiziellen Namen. Diese Gliederung dient nur statistischen Zwecken und hat keinen verwaltungstechnischen Charakter.
- Division No. 1 (Code 4801)
- Division No. 2 (Code 4802)
- Division No. 3 (Code 4803)
- Division No. 4 (Code 4804)
- Division No. 5 (Code 4805)
- Division No. 6 (Code 4806)
- Division No. 7 (Code 4807)
- Division No. 8 (Code 4808)
- Division No. 9 (Code 4809)
- Division No. 10 (Code 4810)
- Division No. 11 (Code 4811)
- Division No. 12 (Code 4812)
- Division No. 13 (Code 4813)
- Division No. 14 (Code 4814)
- Division No. 15 (Code 4815)
- Division No. 16 (Code 4816)
- Division No. 17 (Code 4817)
- Division No. 18 (Code 4818)
- Division No. 19 (Code 4819)